# BLS Re 420.5
Les Re 420.5 étaient des locomotives électriques de la compagnie BLS, une entreprise de chemin de fer suisse. À l'origine, les Re 420.5 faisaient partie de la série des Re 4/4 II des CFF.

## Historique
En décembre 2004, dans le cadre de la reprise de l'exploitation du RER bernois par le BLS, les deux entreprises procédèrent à un échange de véhicules : les CFF reprenaient l'ensemble du parc des voitures unifiées du type IV BLS, devenues inutiles de par l'abandon des trains BLS grandes-lignes, en échange de toutes les VU III (sauf voitures-restaurants). Afin de tracter ces rames composées des voitures unifiées III, le BLS a également acheté aux CFF six Re 4/4 II de la première série, puis six autres locomotives douze mois plus tard.

### Tableau des locomotives
| Image                     | No BLS    | No CFF | Construction | Livraison  | Radiation    | Notes                                                   |
| ------------------------- | --------- | ------ | ------------ | ---------- | ------------ | ------------------------------------------------------- |
|                           | 420 501-9 | 11110  | 1967         | 12.12.2004 | Juillet 2022 | Préservée par l'association Extrazug                    |
|                           | 420 502-7 | 11117  | 1967         | 12.12.2004 | Février 2022 | Vendue à Widmer Rail Services (de) (WRS)                |
|                           | 420 503-5 | 11119  | 1967         | 12.12.2004 | Janvier 2013 | vendue à TRAVYS, puis en 2020 à Sersa (de), même numéro |
|                           | 420 504-3 | 11123  | 1967         | 12.12.2004 | Février 2022 | Vendue à WRS (de)                                       |
|                           | 420 505-0 | 11137  | 1968         | 12.12.2004 | Juin 2010    | Démolie                                                 |
| SBB_Re_4-4_II_(11142_A_W) | 420 506-8 | 11142  | 1968         | 12.12.2004 | Janvier 2013 | vendue au MBC, même numéro                              |
|                           | 420 507-6 | 11107  | 1967         | 10.12.2005 | Juin 2010    | démolie à Emmenbrücke                                   |
|                           | 420 508-4 | 11102  | 1964         | 10.12.2005 | Juin 2010    | démolie à Emmenbrücke                                   |
|                           | 420 509-2 | 11103  | 1964         | 10.12.2005 | Juin 2010    | démolie à Emmenbrücke                                   |
|                           | 420 510-0 | 11104  | 1964         | 10.12.2005 | Février 2010 | démolie à Emmenbrücke                                   |
|                           | 420 511-8 | 11105  | 1964         | 10.12.2005 | Juin 2010    | démolie                                                 |
|                           | 420 512-6 | 11106  | 1964         | 10.12.2005 | Juin 2010    | démolie                                                 |

## Engagement
Elles étaient  engagées généralement en rame navette avec les voitures unifiées III (également ex-CFF), dans les relations RegioExpress sur les lignes :
- Interlaken - Spiez - Zweisimmen (jusqu’au 12 décembre 2021)
- La Chaux-de-Fonds - Neuchâtel – Ins – Kerzers – Bern. (en remplacement des Re 465 sur cette ligne) jusqu’au 28 février 2021
- Bern – Konolfingen – Langnau i.E. – Wolhusen – Luzern.

On les voyaient aussi tracter des trains sur la ligne du Lötschberg via le tunnel de faîte, jusqu'à l'avènement des RABe 535 « Lötschberger » ; à la suite de la mise en service de ces dernières, la série des Re 420.5 a été réduite de moitié.

## Modélisme ferroviaire
La Re 420.5 a été réalisée à diverses échelles par les fabricants de modèles réduits ferroviaires :
- Échelle HO : HAG, Roco
- Échelle N : Minitrix

## Sources et références
- La page des Re 420.5 sur Automotrice.ch
- Les Re 420.5 sur Eisenbahn @ juergs.ch

1. ↑  Le matériel roulant BLS sur Lorenzoo.ch
2. ↑  (de) Redaktion, « Re 4/4 II 11110 neu beim Verein Extrazug.ch in Langnau i. E. », sur Bahnonline.ch, 5 juillet 2022 (consulté le 13 février 2023)